# Marsdenia connivens
Marsdenia connivens är en oleanderväxtart som beskrevs av P.I. Forster. Marsdenia connivens ingår i släktet Marsdenia och familjen oleanderväxter. Inga underarter finns listade i Catalogue of Life.